# Salvelinus japonicus
Salvelinus japonicus és una espècie de peix de la família dels salmònids i de l'ordre dels salmoniformes.

## Hàbitat
Viu en zones d'aigües temperades (35°N-33°N).

## Distribució geogràfica
Es troba a Àsia: riu Totsukawa (Honshu, Japó).